# Амелотин
AMTN (англ. Amelotin) – білок, який кодується однойменним геном, розташованим у людей на 4-й хромосомі. Довжина поліпептидного ланцюга білка становить 209 амінокислот, а молекулярна маса — 21 588.
| 10         |  | 20         |  | 30         |  | 40         |  | 50         |
| ---------- |  | ---------- |  | ---------- |  | ---------- |  | ---------- |
| MRSTILLFCL |  | LGSTRSLPQL |  | KPALGLPPTK |  | LAPDQGTLPN |  | QQQSNQVFPS |
| LSLIPLTQML |  | TLGPDLHLLN |  | PAAGMTPGTQ |  | THPLTLGGLN |  | VQQQLHPHVL |
| PIFVTQLGAQ |  | GTILSSEELP |  | QIFTSLIIHS |  | LFPGGILPTS |  | QAGANPDVQD |
| GSLPAGGAGV |  | NPATQGTPAG |  | RLPTPSGTDD |  | DFAVTTPAGI |  | QRSTHAIEEA |
| TTESANGIQ  |  |            |  |            |  |            |  |            |

A: Аланін

C: Цистеїн

D: Аспарагінова кислота

E: Глутамінова кислота

F: Фенілаланін

G: Гліцин

H: Гістидин

I: Ізолейцин

K: Лізин

L: Лейцин

M: Метіонін

N: Аспарагін

P: Пролін

Q: Глутамін

R: Аргінін

S: Серин

T: Треонін

Задіяний у таких біологічних процесах, як клітинна адгезія, альтернативний сплайсинг. 
Секретований назовні.